# Pèntode

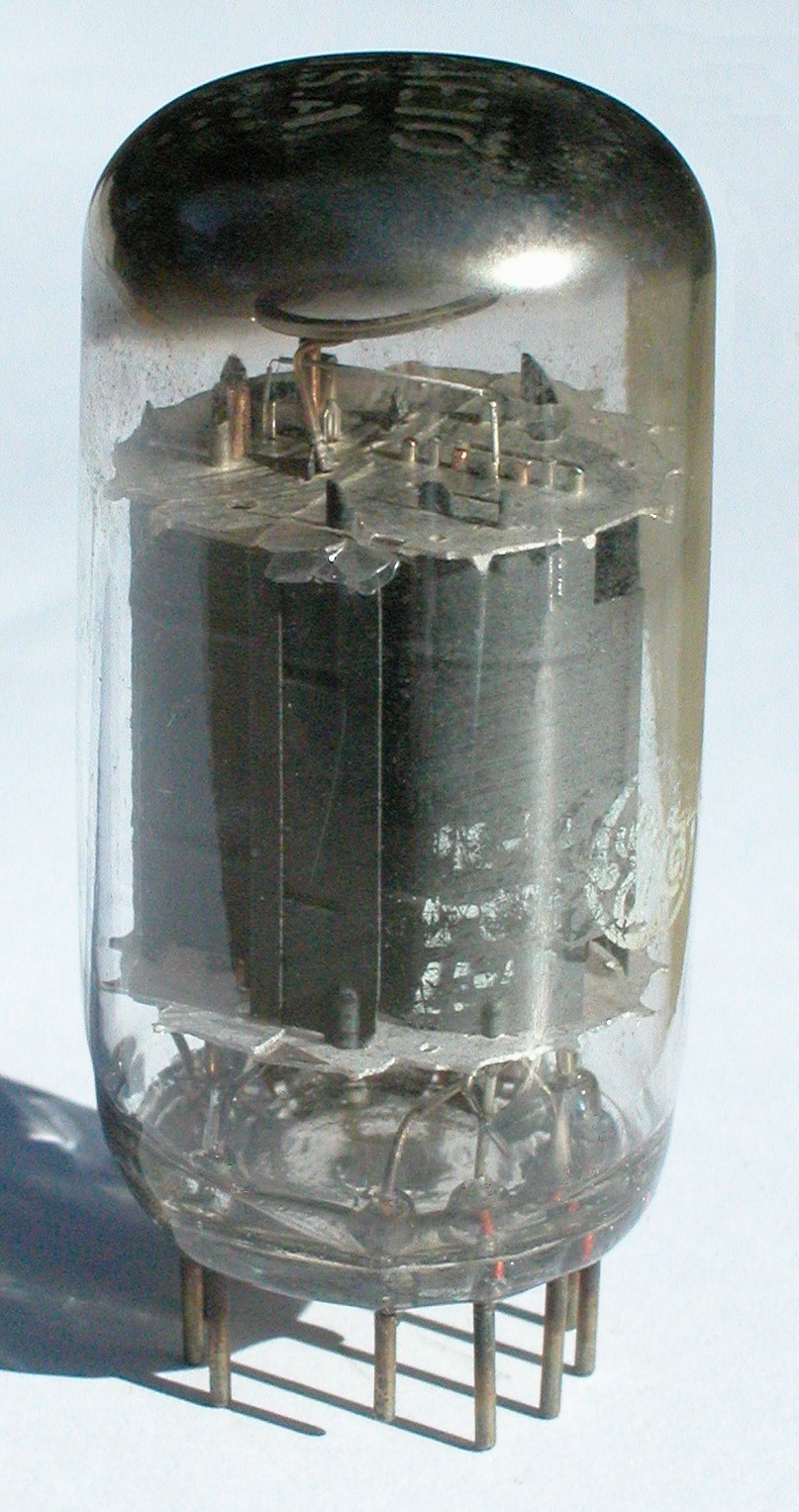
Pèntode 12AE10 Compactron

Es denomina pèntode a la vàlvula termoiònica formada per cinc elèctrodes. Amb un funcionalment molt semblant al tríode, té tres reixetes en comptes d'una sola. Va ser inventat pels neerlandesos Gilles Holst i Bernardus Dominicus Hubertus Tellegen, de l'empresa Philips el 1926.

## Característiques
La raó per afegir una tercera reixeta a la vàlvula de quatre elèctrodes o tètrode és que encara que amb la segona reixeta s'augmentava l'amplificació, hi havia un inconvenient: es produïa una emissió secundària d'electrons. Els electrons alliberats en aquesta emissió secundària eren captats per la reixeta pantalla (positiva), introduint una gran distorsió en els senyals amplificats.
És per això que, per evitar aquesta emissió secundària, es va afegir una nova reixeta, anomenada supressora que, adequadament polaritzada (més negativa que la placa), elimina aquest efecte indesitjat, repel·lint els electrons secundaris novament cap a l'ànode. En molts pèntodes la reixeta supressora va unida internament al càtode. La segona reixeta (pantalla) fa que funcioni millor en freqüències més altes i la tercera (supresora) elimina la distorsió, per emissió secundària.

## Pèntodes de tall abrupte
Existeixen pèntodes en els quals es busca una gran sensibilitat a les variacions de tensió a les reixetes, no només la de control. Això permet utilitzar la reixeta supressora com a segona reixeta de control, per exemple, en mescladors. El tipus 5636, creat per Radio Corporation of America és un pèntode de tall abrupte. També són coneguts com a pèntodes de tall ràpid o net (Sharp cutoff).

## Pèntodes de tall allunyat
En els equips receptors de ràdio se solen manejar senyals de molt variades magnituds. En una vàlvula de guany fix, dins dels límits normals d'ús, variacions grans de senyals produiran diferències notables de volum i fins i alguns problemes de saturació o de tall. Les diferències de volum van ser corregides amb circuits que variaven la polarització de les vàlvules de freqüència intermèdia i fins itot de l'etapa d'alta. Al principi se'ls va conèixer com a "control automàtic de guany" (C.A.G) o "control automàtic de volum" (C.A.V.), però més tard es va adoptar el nom de "control automàtic de sensibilitat" (C.A.S.). No obstant això, és desitjable una vàlvula amb un tall que estigui molt allunyat de la tensió 0 de la reixeta de control i que mantingui una sortida més o menys uniforme pel que fa als senyals molt intensos i també als febles.
Així va néixer el pèntode de tall allunyat, de "mu" variable o de supercontrol. Aquestes vàlvules per a amplificació de tensió de petit senyal arriben al tall amb una tensió de reixeta molt negativa, que correspondria a un senyal de ràdio intensa. Abans d'aquest límit, la construcció especial de la reixeta fa que el guany per a valors molt negatius de reixeta sigui baix en comparació dels valors menys negatius. En general el bobinatge de la reixeta no és uniforme pel que fa a la separació de les voltes. En tenir una amplificació major amb valors menys negatius de reixeta i inversament per a valors molt negatius, s'aconsegueix que la tensió de sortida es mantingui constant enfront de les variacions d'intensitat. En anglès sol denominar-se "remote cutoff". Com a tipus intermedi existeixen, també, vàlvules de tall semi-allunyat (semi-remote cutoff.

## Aplicacions tecnològiques dels pèntodes
Els pèntodes són particularment apreciats en les etapes d'amplificació de potència dels transmissors fixos de ràdio professionals i de radioaficionats, on s'usen per diverses raons:
- Presenten una millor linealitat que els amplificadors a transistors
- Són de construcció més senzilla
- A diferència dels tríodes, tenen millor linealitat i no és necessari introduir l'anomenada neutralització
- Tenen una excel·lent relació potencia/cost.

A tall d'exemple, el Colossus computer y la Manchester Small-Scale Experimental Machine van utilitzar un gran nombre de pèntodes EF36.

## Tipus més comuns de pèntodes

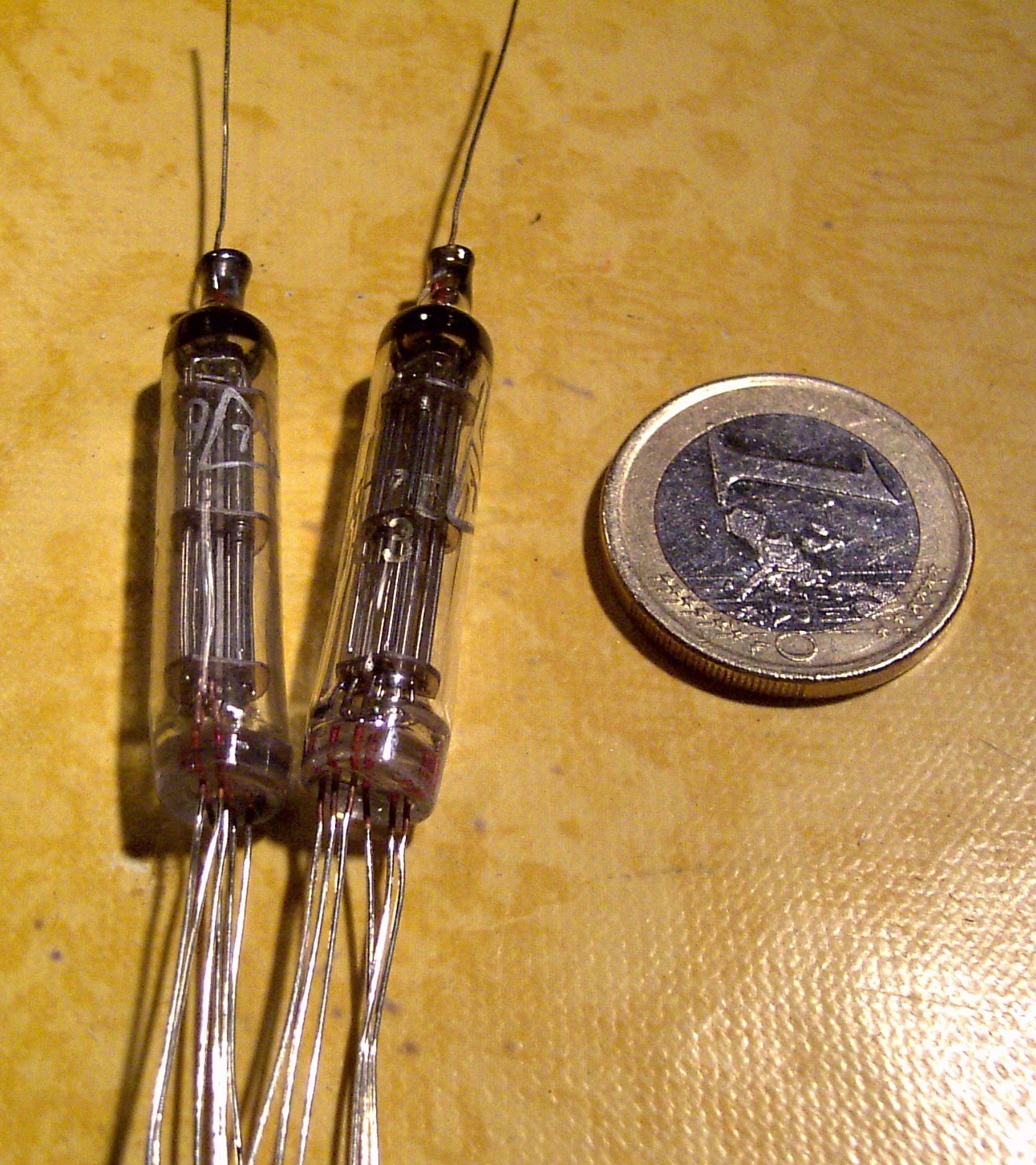
Pèntode 1J17B, utilitzat en el caça soviètic MIG-29.

| - 6AN5 - 6AM5 - 6AQ5 - 6AU6 - 6BA6 - 6BQ5 - 6BZ6 - 6CA7 - 6CB6 - 6CW5 - 6DQ6B - 6F6 - 6F6G - 6J7 - 6SJ7 - 38 | - 42 - 43 - 5879 - 6146 - 8106 - AL1 - AL4 - ARP17 - CV136 - CV1186 - CV1911 - CV1912 - CV5094 - EF86 - EL3 - EL34 | - EL84 - EL86 - EL91 - EL152 - EL156 - EL509 - EL519 - GU50 - NR85 - KT63 - KT77 - KT88 - KT90 |

## Galeria

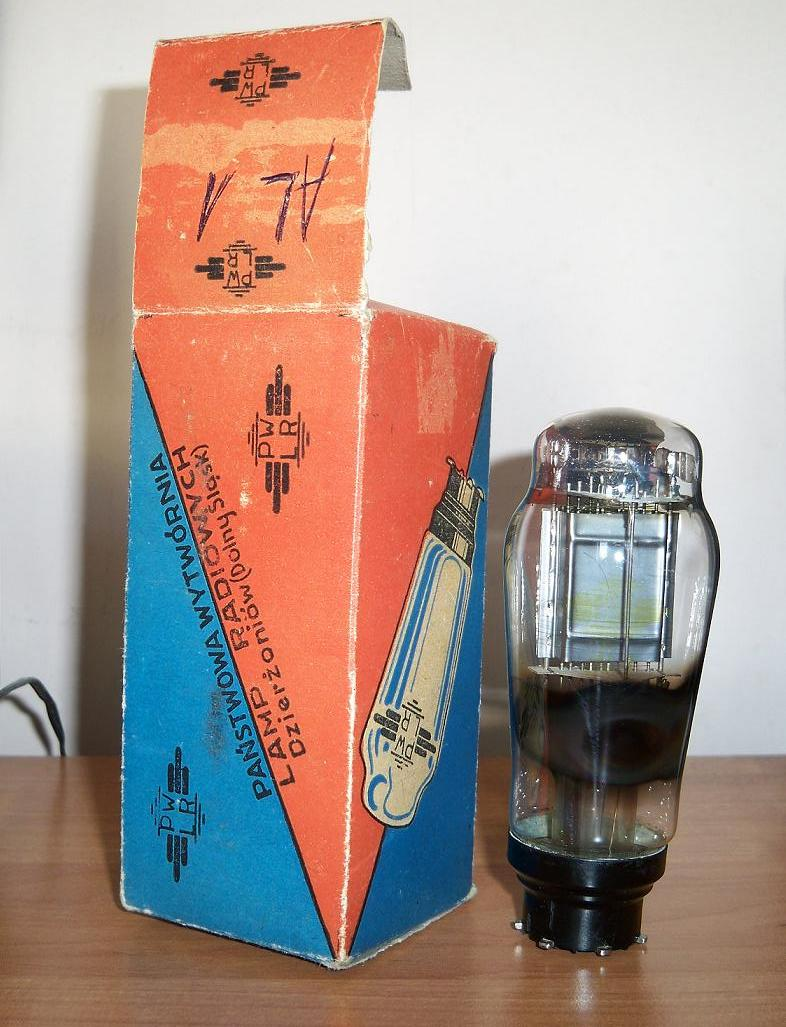
PèntodeAl1 amb la seva caixa.
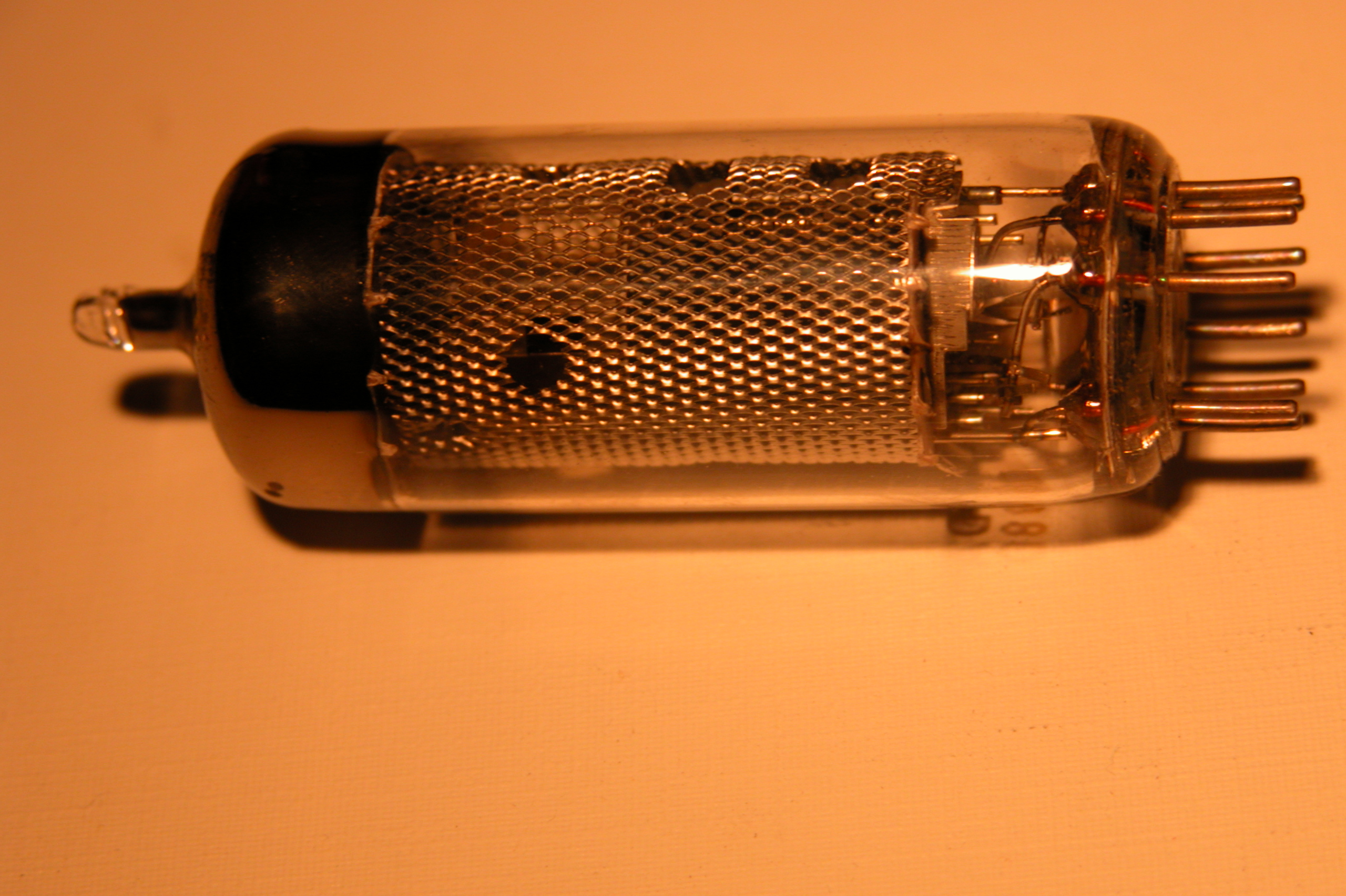
Pèntode noval.
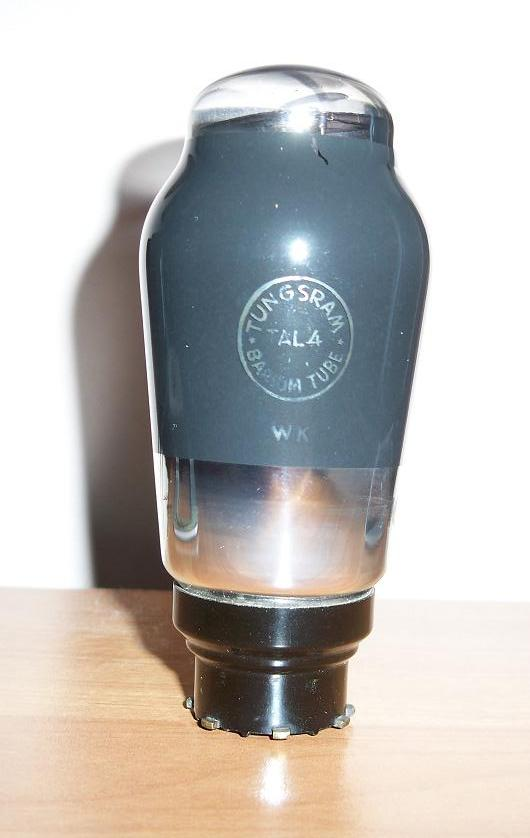
PèntodeTAL4.
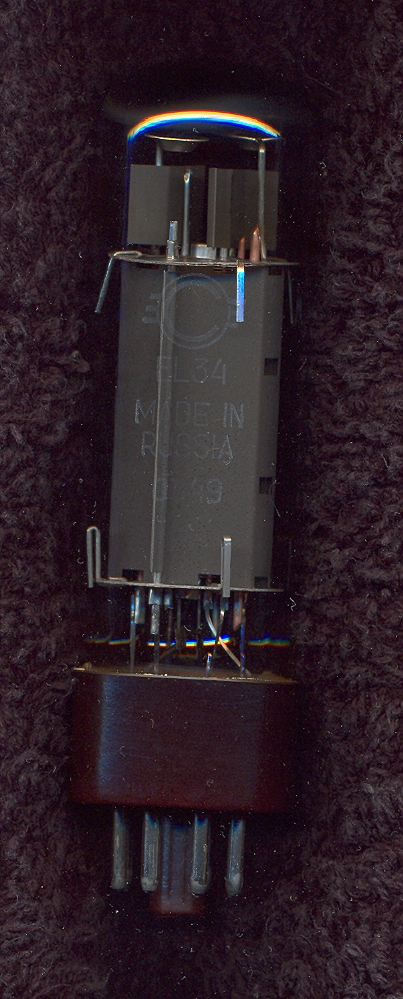
Pèntode EL34 Svetlana (Rusia)